# Luciano Callegari
Luciano Callegari (São Paulo, 7 de abril de 1938) é um produtor e diretor de televisão brasileiro, que ficou famoso entre as décadas de 1960 e 1990 pela sua contribuição para o desenvolvimento da televisão no país. É conhecido pelas suas relações com pessoas importantes no mundo das comunicações e  projetos desenvolvidos com Silvio Santos durante 46 anos.

## Biografia
Filho de ítalo-brasileiros, Luciano cresceu no bairro de Perdizes, na grande São Paulo. Seu avô, Luís Callegari, era dono de uma fábrica de destilados. Teve uma infância parcialmente tranquila, jogando futebol no clube Palmeiras. Callegari estudou em um colégio bastante religioso e seu mau comportamento o fez repetir o ano em uma ocasião. Em 1953, uma nota negativa em seu boletim o estimulou a procurar um emprego, e nos classificados de um jornal, encontrou uma vaga para office-boy na Rádio Excelsior.
Com 15 anos completos, ingressou na emissora em 16 de janeiro de 1953, ganhando cerca de sessenta cruzeiros por mês. Mas o seu trabalho como menino de recados não foi o ponto principal para o desenvolvimento de sua jornada até o topo, e sim a confiança que alguns de seus chefes depositavam nele. Luciano era encarregado de fazer entregas pessoais de seus patrões, e o sigilo e colaboração do menino fizeram dele um funcionário de confiança da diretoria.
Em 1954, começou a trabalhar na Rádio Nacional, emissora do mesmo grupo, onde conheceu Silvio Santos. Luciano começou a trabalhar com o diretor artístico, ator e apresentador Walter Forster na TV Paulista e também com Paulo de Grammont, diretor de produção. Em seguida passou a produtor e diretor dos programas de Silvio Santos, e acompanhou o animador na TV Record, Rede Tupi e SBT. Chegou a vice-presidência do SBT e também fazia parte do conselho do Grupo Silvio Santos. Seu grande feito, e também de Silvio Santos, foi colocar no ar o SBT no mesmo dia em que Silvio recebia a outorga da rede em Brasília.
Luciano, na época consultor administrativo do SBT, pediu demissão da emissora em 26 de agosto de 1998, juntamente com Guilherme Stoliar, na época vice-presidente, por não concordarem com a reforma administrativa da emissora, implantada em 1997, mas Silvio Santos suspendeu ambos de seus respectivos cargos. Callegari voltou a emissora em fevereiro de 2000 e sairia definitivamente dela em julho (fim do contrato), devido a divergências com Silvio, após 46 anos de trabalho com o empresário.
Convidado por Edir Macedo, Callegari assumiu em março de 2002 o cargo de superintendente artístico e de programação da RecordTV, onde ficou até março de 2004, tendo como missão colocar a emissora na vice-liderança.

## Principais trabalhos
- Show de Calouros
- Programa Sílvio Santos
- Buzina do Chacrinha
- Show Maravilha